# Hoda Khamosh
Hoda Khamosh (Irán, 1996) es una periodista y poeta afgana, defensora de los derechos de la mujer. En reconocimiento a su labor, la BBC la nombró una de las 100 mujeres más inspiradoras del mundo en 2021. En 2022 la revista Time la nombró una de las 100 personas más influyentes.

## Trayectoria
Hoda Khamosh nació en 1996 en Irán, donde sus padres se habían refugiado después de la primera llegada de los talibanes al poder. Cuando aún era niña, su familia regresó a Afganistán, en su provincia de origen, Pawan, al norte de Kabul. Completó estudios en periodismo.
En 2015 trabajó como presentadora en varias canales de radio locales, y para el diario Mandegar como periodista en Kabul. También escribe poesía. Desde la vuelta al poder de los talibanes en agosto de 2021, se quedó en el país y organizó sesiones de educación para las chicas que ya no son aceptadas en las escuelas. A finales de 2021, figuró en la lista de la BBC de las 100 personalidades femeninas del año a nivel mundial (100 Women). En 2022, fue invitada a la conferencia de Oslo del 23 de enero. Recordó en la tribuna la desaparición, desde el 19 de enero, de dos militantes feministas: Tamana Zaryab Paryani y Parwana Ibrahimkhel.
Khamosh se exilió en Oslo, Noruega.

## Reconocimientos
En diciembre de 2021, fue incluida en la lista de la BBC de las 100 mujeres más influyentes del mundo.Así mismo, fue considerada una de las 100 personas más influyentes de 2022 por la revista Time.